# Свислајон Београд
Свислајон д.о.о. (Swisslion) је бивше прехрамбено предузеће из састава Свислајон Групе са седиштем у Београду.

## Историја
Swisslion д.о.о. Београд основан је 4. априла 2008. године, као предузеће, чија је основна делатност производња какаоа, чоколаде и кондиторских производа. Ова индустрија почива на темељима некадашње кондиторске фирме "ВИК" из Вршца, која је касније прерасла у корпорацију "Кондивик". Из ње је настао Swisslion, 1997. године, када је пуштена у рад фабрика у Вршцу. Оваj погон био jе у саставу тадашње компаније Свислајон д.о.о. Вршац, све до оснивања Свислајон-а д.о.о. Београд, који га је потом преузео.
Београдски Свислајон је 2010. године од Компаније Таково преузео погон за производњу кондиторских производа у чијем саставу се налазио до 2019. године, када је поново постао део Такова.
Пословни систем Свислајон-Таково je 2016. године од пожаревачког Бамбија купио фабрику за производњу кондиторских производа "Банат" из Вршца. Све до 2018. године фабрика је пословала као предузеће "Банат 1894" након чега је припојена компанији Свислајон д.о.о. Београд, задржавајући постојеће брендове.
"Свислајон" д.о.о. Београд започиње производњу вина куповином "Вршачких винограда" 2017. године .
Компанија "Таково" jе 2022. године донела одлуку о статусноj промени, односно о припајању предузећа "Свислајон" Београд. На таj начин jе "Таково" преузело производне погоне "Свислајон-а", чиме jе фирма "Свислајон" угашена. Истовремено, са преузимањем "Свислајон-а", "Таково" мења назив у "Свислајон-Таково" д.о.о. Горњи Милановац.